# War Pigs
War Pigs je úvodní song legendárního alba Paranoid (1970) od britské heavymetalové skupiny Black Sabbath. Tématem skladby je válka a absurdita postoje mocných, kteří do ní vstoupí bez ohledu na ty slabé, které posílají za sebe na smrt. Pro toto téma je někdy zařazovaná i do kategorie protestsongů.
Spolu se skladbami Paranoid a Iron Man patří War Pigs mezi nejčastěji vydávané tituly na většině živých alb a kompilačních alb skupiny Black Sabbath. Závěr skladby je melodičtější než její ostatní části a jeho původní název byl Luke's Wall.
Původní název skladby měl být Walpurgis, kde byl odlišný text, který byl ale během nahrávání alba změněn. Původní verze nahrávky byla vydána na Ozzyho kompilaci The Ozzman Cometh. War Pigs měla být i názvem celého alba, ale nahrávací společnost se obávala ohlasů ze strany zastánců války ve Vietnamu.
V průběhu let od vydání skladby se na hudební scéně objevilo vícero její coververzí od různých muzikantů a skupin jako jsou například Sacred Reich, Raymond Watts, Faith No More, The Dresden Dolls, Cat Power, Peaches, Gov't Mule, Reef, Cake, The Flaming Lips, Tesla, ale i bluegrassová skupina Hayseed Dixie, či rapper Kano, který použil kytarové party skladby ve své písni I Don't Know Why, coververzi skladby nahrála na své koncertní album (Live from New York) i funk/brassbandová kapela Bonerama z New Orleans.